# Familjen Hart

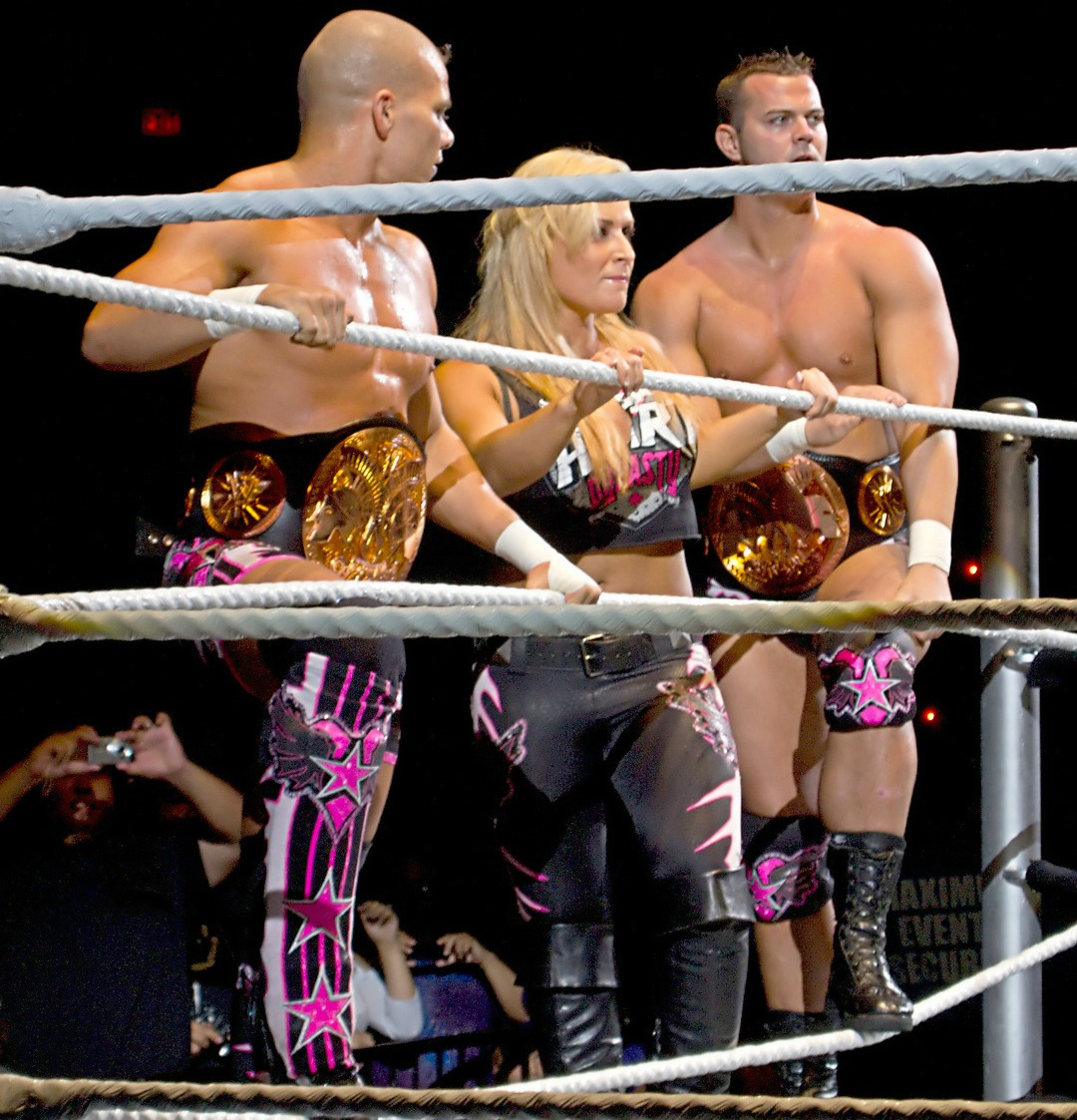
Två av bröderna Hart med sina bälten.

Familjen Hart är en kanadensisk familj, med en lång historia inom  fribrottning. Familjens stamfader är den legendariska Stu Hart som gjorde karriär både som amatör och professionell fribrottare och också var promotor och tränare. Han grundade 
Stampede Wrestling och tränade   flera av världens bästa fribrottare som till exempel Chris Jericho, Chris Benoit och Edge.
Hart fick tolv barn tillsammans med sin fru Helen Hart varav åtta söner som alla blev fribrottare inom Stampede Wrestling. Två av dem, Bret Hart och Owen Hart, fick dessutom en internationell karriär inom World Wrestling Federation (WWF). Alla döttrarna gifte sig med fribrottare och flera av barnbarnen har också blivit fribrottare.